# Нормальний простір
Нормальний простір — топологічний простір, який задовольняє аксіомам віддільності T1, T4, тобто такий топологічний простір, в якому одноточкові множини замкнені і будь-які дві диз'юнктні (тобто,такі, що не перетинаються) замкнуті множини мають диз'юнктні околи.

## Приклади нормальних просторів
Більшість просторів, що зустрічаються у математичному аналізі нормальні гаусдорфові простори, або принаймні нормальні регулярні простори:
- Усі метричні простори (а, отже, всі метризовні) є абсолютно нормальними гаусдорфовими просторами;
- Усі псевдометричні простори (а, отже, всі псевдометризовні) є абсолютно нормальними регулярними, хоча не обов'язково гаусдорфовими;
- Всі гаусдорфовs компактні простори є нормальними;
- Зокрема, стоун-чехівська компактифікація тихоновського простору є нормальним гаусдорфовим простором;
- Узагальнюючи наведені вище приклади, всі паракомпактні гаусдорфові простори є нормальними, і всі паракомпактні регулярні простори нормальні;
- Усі паракомпактні топологічні многовиди є абсолютно нормальними гаусдорфими просторами. Тим не менш, існують не паракомпактні многовиди, які не є навіть нормальними просторами.
- Усі  топології порядку на повністю впорядкованій множині є спадково нормальними і гаусдорфими.
- Кожний регулярний простір, який задовольняє другу аксіому зліченності є абсолютно нормальним, і кожний регулярний ліндельофовий простір є нормальним.

Крім того, всі повністю нормальні простори нормальні (навіть якщо не регулярні). Простір Серпінського є прикладом нормального простору, який не є регулярним.

## Властивості
- Нормальні простори є частковим випадком цілком регулярних (інакше, тихоновських) просторів.
- Будь-який замкнений підпростір нормального простору нормальний.
- Простір, усі підпростори якого нормальні, називається  спадково нормальним'.
  - Для спадкової нормальності достатньо, щоб усі відкриті підпростори були нормальні.
  - Для спадкової нормальності необхідно і достатньо, щоб були відокремлені околами будь-які дві множини, з яких жодна не містить точок дотику іншого.
- Нормальний простір називається цілком нормальним, якщо у ньому кожна замкнена множина є перетином зліченної кількості відкритих множин.
  - Будь-який цілком нормальний простір є спадково нормальним.
- Добуток двох нормальних просторів не обов'язково нормальний.
- Досконало нормальним простором є топологічний простір {\displaystyle X}, в якому кожні дві неперетинні замкнуті множини {\displaystyle E} та {\displaystyle F} можуть бути точно розділені функцією, в тому сенсі, що існує неперервна функція {\displaystyle f} з {\displaystyle X} в інтервал {\displaystyle [0,1]} така що {\displaystyle f^{-1}(0)=E} та {\displaystyle f^{-1}(1)=F}.[1]